# Wereldkampioenschap volleybal mannen 2014 (kwalificatie CAVB)
Deze pagina beschrijft het kwalificatieproces voor het Wereldkampioenschap volleybal dat zal worden gehouden van 3 september tot en met 21 september 2014 in Polen. vierenveertig landen strijden om 3 plaatsen in het eindtoernooi .

## Loting
44 landen schreven zich in voor de kwalificaties (11 teams trokken zich later terug).
Zonale rondes
| Zone 1 (Groep A)               | Zone 2 (Groep B)                                                                     | Zone 2 (Groep C)                    | Zone 3 (Groep D)                     |
| ------------------------------ | ------------------------------------------------------------------------------------ | ----------------------------------- | ------------------------------------ |
| Algerije Libië Marokko Tunesië | Kaapverdië Gabon Guinee Senegal Lesotho                                              | Samengevoegd met groep B            | Burkina Faso Ghana Ivoorkust Liberia |
| Zone 3 (Groep E)               | Zone 4 (Groep F)                                                                     | Zone 4 (Groep G)                    | Zone 5 (Groep H)                     |
| Benin Niger Nigeria Togo       | Kameroen Centraal-Afrikaanse Republiek Tsjaad Congo-Brazzaville Congo-Kinshasa Gabon | Samengevoegd met groep F            | Burundi Kenia Tanzania Oeganda       |
| Zone 5 (Groep I)               | Zone 6 (Groep J)                                                                     | Zone 6 (Groep K)                    | Zone 7 (Groep L)                     |
| Egypte Ethiopië Rwanda Soedan  | Botswana Lesotho Mozambique Zuid-Afrika Swaziland                                    | Malawi Namibië Zuid-Afrika Zimbabwe | COM Moldavië MRI Seychellen          |

## Eerste Ronde (Subzonale ronde)

### Groep A
- Locatie:  Chlef, Algerije
- Data: 29-31 juli 2013

|      |          |     | Wedstrijden | Wedstrijden | Sets | Sets | Sets |
| Rank | Team     | Pts | W           | L           | W    | L    |      |
| ---- | -------- | --- | ----------- | ----------- | ---- | ---- | ---- |
| 1    | Tunesië  | 8   | 3           | 0           | 9    | 3    |      |
| 2    | Algerije | 6   | 2           | 1           | 8    | 5    |      |
| 3    | Marokko  | 4   | 1           | 2           | 6    | 6    |      |
| 4    | Libië    | 0   | 0           | 3           | 0    | 9    |      |

### Groep B
- Locatie:  Pavilhão Desportivo Vavá Duarte, Praia, Kaapverdië
- Data: 4-6 juli 2013

|      |              |     | Wedstrijden | Wedstrijden | Sets | Sets | Sets |
| Rank | Team         | Pts | W           | L           | W    | L    |      |
| ---- | ------------ | --- | ----------- | ----------- | ---- | ---- | ---- |
| 1    | Kaapverdië   | 5   | 2           | 0           | 6    | 2    |      |
| 2    | Senegal      | 4   | 1           | 1           | 5    | 3    |      |
| 3    | Sierra Leone | 0   | 0           | 2           | 0    | 6    |      |

### Groep D
- Locatie:  Palais des Sports de Ouaga 2000, Ouagadougou, Burkina Faso
- Data: 24-26 juli 2013

|      |              |     | Wedstrijden | Wedstrijden | Sets | Sets | Sets |
| Rank | Team         | Pts | W           | L           | W    | L    |      |
| ---- | ------------ | --- | ----------- | ----------- | ---- | ---- | ---- |
| 1    | Ghana        | 4   | 1           | 1           | 5    | 3    |      |
| 2    | Burkina Faso | 3   | 1           | 1           | 5    | 5    |      |
| 3    | Ivoorkust    | 2   | 1           | 1           | 3    | 5    |      |

### Groep E
- Locatie:  Indoor Sports Hall, Abuja, Nigeria
- Data: 24-26 juli 2013

|      |         |     | Wedstrijden | Wedstrijden | Sets | Sets | Sets |
| Rank | Team    | Pts | W           | L           | W    | L    |      |
| ---- | ------- | --- | ----------- | ----------- | ---- | ---- | ---- |
| 1    | Nigeria | 5   | 2           | 0           | 6    | 2    |      |
| 2    | Niger   | 4   | 1           | 1           | 5    | 3    |      |
| 3    | Togo    | 0   | 0           | 2           | 0    | 6    |      |

### Groep F
- Locatie: Palais des Sports de Diguel, N'Djamena, Tsjaad
- Data: 4-6 juli 2013

|      |                   |     | Wedstrijden | Wedstrijden | Sets | Sets | Sets |
| Rank | Team              | Pts | W           | L           | W    | L    |      |
| ---- | ----------------- | --- | ----------- | ----------- | ---- | ---- | ---- |
| 1    | Kameroen          | 9   | 3           | 0           | 9    | 0    |      |
| 2    | Congo-Brazzaville | 6   | 2           | 1           | 6    | 5    |      |
| 3    | Tsjaad            | 2   | 1           | 2           | 4    | 8    |      |
| 4    | Gabon             | 0   | 0           | 3           | 0    | 9    |      |

### Groep H
- Locatie:  Lugogo Indoor Stadium, Kampala, Oeganda
- Data: 25-27 juli 2013

|      |          |     | Wedstrijden | Wedstrijden | Sets | Sets | Sets |
| Rank | Team     | Pts | W           | L           | W    | L    |      |
| ---- | -------- | --- | ----------- | ----------- | ---- | ---- | ---- |
| 1    | Kenia    | 9   | 3           | 0           | 9    | 0    |      |
| 2    | Oeganda  | 6   | 2           | 1           | 6    | 5    |      |
| 3    | Tanzania | 3   | 1           | 2           | 4    | 6    |      |
| 4    | Burundi  | 0   | 0           | 3           | 1    | 9    |      |

### Groep I
- Locatie:  Amahoro Indoor Stadium, Kigali, Rwanda
- Data: 25-26 juli 2013

|      |        |     | Wedstrijden | Wedstrijden | Sets | Sets | Sets |
| Rank | Team   | Pts | W           | L           | W    | L    |      |
| ---- | ------ | --- | ----------- | ----------- | ---- | ---- | ---- |
| 1    | Egypte | 6   | 2           | 0           | 6    | 1    |      |
| 2    | Rwanda | 0   | 0           | 2           | 1    | 6    |      |

### Groep J
- Locatie:  Pavilhão da Munhuana, Maputo, Mozambique
- Data: 3-6 juli 2013

|      |            |     | Wedstrijden | Wedstrijden | Sets | Sets | Sets |
| Rank | Team       | Pts | W           | L           | W    | L    |      |
| ---- | ---------- | --- | ----------- | ----------- | ---- | ---- | ---- |
| 1    | Botswana   | 9   | 3           | 0           | 9    | 1    |      |
| 2    | Mozambique | 6   | 2           | 1           | 7    | 4    |      |
| 3    | Lesotho    | 3   | 1           | 2           | 4    | 7    |      |
| 4    | Swaziland  | 0   | 0           | 3           | 1    | 9    |      |

### Groep K
- Locatie:  African Bible College, Lilongwe, Malawi
- Data: 23-25 juli 2013

|      |          |     | Wedstrijden | Wedstrijden | Sets | Sets | Sets |
| Rank | Team     | Pts | W           | L           | W    | L    |      |
| ---- | -------- | --- | ----------- | ----------- | ---- | ---- | ---- |
| 1    | Zambia   | 8   | 3           | 0           | 9    | 2    |      |
| 2    | Zimbabwe | 7   | 2           | 1           | 8    | 5    |      |
| 3    | Namibië  | 3   | 1           | 2           | 4    | 6    |      |
| 4    | Malawi   | 0   | 0           | 3           | 1    | 9    |      |

### Groep L
- Locatie:  Seychellen
- Data: 26-28 juli 2013

|      |            |     | Wedstrijden | Wedstrijden | Sets | Sets | Sets |
| Rank | Team       | Pts | W           | L           | W    | L    |      |
| ---- | ---------- | --- | ----------- | ----------- | ---- | ---- | ---- |
| 1    | Seychellen | 8   | 3           | 0           | 9    | 2    |      |
| 2    | Mauritius  | 0   | 0           | 3           | 2    | 9    |      |

## Tweede Ronde (zonale ronde)

### Groep M
- Locatie:  Tunesië
- Data: 8-12 november 2013

|      |          |     | Wedstrijden | Wedstrijden | Sets | Sets | Sets |
| Rank | Team     | Pts | W           | L           | W    | L    |      |
| ---- | -------- | --- | ----------- | ----------- | ---- | ---- | ---- |
| 1    | Tunesië  | 5   | 2           | 0           | 6    | 3    |      |
| 2    | Algerije | 3   | 1           | 1           | 6    | 3    |      |
| 3    | Marokko  | 1   | 0           | 2           | 2    | 6    |      |

### Groep O
- Locatie:  Niger
- Data: 23-27 oktober 2013

|      |              |     | Wedstrijden | Wedstrijden | Sets | Sets | Sets |
| Rank | Team         | Pts | W           | L           | W    | L    |      |
| ---- | ------------ | --- | ----------- | ----------- | ---- | ---- | ---- |
| 1    | Nigeria      | 9   | 3           | 0           | 9    | 1    |      |
| 2    | Niger        | 5   | 2           | 1           | 6    | 6    |      |
| 3    | Ghana        | 4   | 1           | 2           | 6    | 6    |      |
| 4    | Burkina Faso | 0   | 0           | 3           | 1    | 9    |      |

### Groep P
- Locatie:  Congo-Brazzaville
- Data: 6-10 november 2013

|      |                   |     | Wedstrijden | Wedstrijden | Sets | Sets | Sets |
| Rank | Team              | Pts | W           | L           | W    | L    |      |
| ---- | ----------------- | --- | ----------- | ----------- | ---- | ---- | ---- |
| 1    | Kameroen          | 8   | 3           | 0           | 9    | 3    |      |
| 2    | Gabon             | 7   | 2           | 1           | 8    | 3    |      |
| 3    | Congo-Brazzaville | 2   | 1           | 2           | 4    | 8    |      |
| 4    | Tsjaad            | 1   | 0           | 3           | 2    | 9    |      |

### Groep Q
- Locatie:  Rwanda
- Data: 25-1 december 2013

|      |         |     | Wedstrijden | Wedstrijden | Sets | Sets | Sets |
| Rank | Team    | Pts | W           | L           | W    | L    |      |
| ---- | ------- | --- | ----------- | ----------- | ---- | ---- | ---- |
| 1    | Egypte  | 11  | 4           | 0           | 12   | 3    |      |
| 2    | Rwanda  | 8   | 3           | 1           | 10   | 5    |      |
| 3    | Kenia   | 8   | 2           | 2           | 10   | 6    |      |
| 4    | Oeganda | 3   | 1           | 3           | 3    | 9    |      |
| 5    | Burundi | 0   | 0           | 4           | 0    | 12   |      |

### Groep R
- Locatie:  Botswana
- Data: 7-13 oktober 2013

|      |            |     | Wedstrijden | Wedstrijden | Sets | Sets | Sets |
| Rank | Team       | Pts | W           | L           | W    | L    |      |
| ---- | ---------- | --- | ----------- | ----------- | ---- | ---- | ---- |
| 1    | Botswana   | 15  | 5           | 0           | 15   | 1    |      |
| 2    | Zambia     | 8   | 3           | 2           | 9    | 8    |      |
| 3    | Zimbabwe   | 8   | 2           | 3           | 10   | 9    |      |
| 4    | Lesotho    | 8   | 2           | 3           | 10   | 9    |      |
| 5    | Mozambique | 3   | 0           | 0           | 7    | 14   |      |
| 6    | Namibië    | 3   | 1           | 4           | 3    | 13   |      |

### Groep S
- Locatie:  Mauritius
- Data: 6 oktober 2013

|      |            |     | Wedstrijden | Wedstrijden | Sets | Sets | Sets |
| Rank | Team       | Pts | W           | L           | W    | L    |      |
| ---- | ---------- | --- | ----------- | ----------- | ---- | ---- | ---- |
| 1    | Seychellen | 2   | 1           | 0           | 3    | 2    |      |
| 2    | Mauritius  | 1   | 0           | 1           | 2    | 3    |      |

## Laatste Ronde
- Wereldranglijst
  -  Egypte
  -  Tunesië
  -  Kameroen
- Zone 1
  -  Algerije
- Zone 2
  -  Kaapverdië
  -  Senegal
- Zone 3
  -  Congo-Brazzaville
  -  Gabon

- Zone 4
  -  Nigeria
  -  Niger
- Zone 5
  -  Rwanda
  -  Kenia
- Zone 6
  -  Botswana
  -  Zuid-Afrika
- Zone 7
  -  Seychellen